# Bernardino Rodrigues de Avelar
Bernardino Rodrigues de Avelar, primeiro barão e depois primeiro e único visconde de Cananeia (1823 — 12 de abril de 1896), foi um fazendeiro cafeicultor na região de Avelar, na então província do Rio de Janeiro. 
Filho de José de Avelar e Almeida, barão do Ribeirão.

## Títulos nobiliárquicos
Barão de Cananeia
Título conferido por decreto imperial em 15 de outubro de 1868.
Visconde de Cananeia
Título conferido por decreto imperial em 18 de setembro de 1886.